# Oregon Country
Pour les articles homonymes, voir Oregon (homonymie).
1818–1846
Entités suivantes :
- Territoire de l'Oregon (1848)
- Colonie de l'Île de Vancouver (1849)
- Colonie de la Colombie-Britannique (1859)

L'Oregon Country (pour le distinguer de l'État américain actuel de l'Oregon) ou simplement Oregon est un terme qui fait référence à une région occidentale de l'Amérique du Nord comprenant les territoires compris du nord au sud entre les parallèles 42° et 54°40' et d'est en ouest entre les montagnes Rocheuses et le Pacifique. Ce territoire est maintenant éclaté entre la province canadienne de Colombie-Britannique, l'intégralité des États américains de l'Oregon, de Washington et de l'Idaho, et des parties du Montana et du Wyoming. 

## Description
La région correspond grossièrement à la définition nord-américaine actuelle du Nord-Ouest Pacifique. Cependant, le terme a été aussi utilisé pour simplement décrire, au début du gouvernement fédéral des États-Unis, la zone disputée dans cette région avec l'Espagne (jusqu'au traité d'Adams-Onís en 1819 qui fixa sa frontière sud au 42e parallèle nord), puis avec l'empire britannique (jusqu'au traité de l'Oregon en 1846 qui scinda la région en deux au niveau du 49e parallèle nord), mais cette définition restrictive n'est plus guère utilisée aujourd'hui. 
Le nom d'Oregon était essentiellement d'un usage américain, le terme équivalent britannique était pour la plus grande partie de ce territoire le district du Columbia le nord de la rivière Thompson était lui intégré à la Nouvelle-Calédonie, qui s'étendait considérablement plus au nord du parallèle 54°40'.